# Edö, Askersund

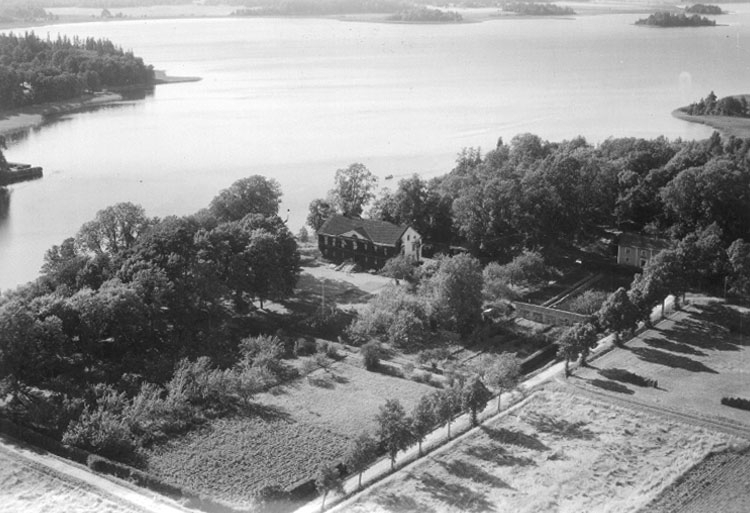
Flygfoto över Edö säteri, Askersund.

Edö säteri är en herrgård på östra sidan av sundet mellan Vättern och sjön Alsen i Askersunds socken i Örebro län i Närke.

## Byggnaden
Edö, som ursprungligen kallades Edh, var troligen en sätesgård redan på 1100-talet. Huvudbyggnaden som är omgiven av en lummig naturpark uppfördes i empirestil i slutet av 1700-talet och har därefter moderniserades ett flertal gånger. Den är byggd av reveterat timmer i två våningar och inrymmer 22 rum. Byggnaden omges av park samt trädgård med ett 100-tal fruktträd.

## Historia
Edö tillhörde lagmannen i Uppland, riksrådet Birger Persson till Finsta, som vid sin död 1327 testamenterade Edö jämte den på en ö i Vättern belägna gården Öhna (Öna) till sin dotter den heliga Birgitta och hennes make, lagmannen i Närke riksrådet Ulf Gudmarsson (1297/1298–1344). Den heliga Birgitta ärvde vid makens död 1344 hela gårdarna men överlät dem efter en tid till sin son, riksrådet Karl Ulfsson, som skänkte dem till sin hustru Katarina Glysingsdotter (död 1413). När Karl Ulfsson avled 1372 gifte hon om sig med riddaren Johan Moltke (1344–1389). Hon donerade egendomen på ön Öhna till Vadstena kloster 1399, varigenom hon erhöll gravplats där. Hennes måg, riksdrotsen Krister Nilsson.Väse (1365–1442), bytte 1413 tillbaka Öhna mot att han testamenterade Edö egendom till klostret. Hans svärson, riksföreståndaren Bengt Jönsson Oxenstierna, bytte tillbaka Edö mot gården Arnaberga i Uppland, varpå godset förblev i släkten Oxenstiernas ägo fram till 1524, då det åter testamenterades till Vadstena kloster. 
Riksrådet Gabriel Kristersson Oxenstierna (död 1585) återförvärvade egendomen 1562, men genom hans dotter Kerstins gifte med hovmästaren Axel Åkesson Soop (död 1601) gick den definitivt ur ätten Oxenstiernas händer. Det tillhörde senare ätterna Prytz, Lilliestierna, inom vilken ätt det var fideikommiss 1774–1820, och von Matérn. År 1847 inköptes Edö av Oscar I åt prins Gustaf och efter hans död 1852 överläts egendomen till prins August, som sedan 1860 sålde Edö och Stjärnsunds slott till brukspatron Knut Cassel, som 1895 efterträddes av sonen Albert Cassel. Under Cassels tid vid Edö bedrevs en omfattande kreatursavel,
särskilt inriktad på uppfödning av avelstjurar. Djurbesättningen är en direkt avläggare till den berömda Stjärnsunds-stammen, av vilken ett antal avelsdjur blev kvar vid Edö då Albert Cassel avskiljde Edö från Stjärnsunds 1900 genom en försäljning av egendomen till godsägare Kristian Thesen på Wärnsta herrgård i Viby, som vid sin död 1931 ärvdes av barnen Berit, gift med Gert Schneider, samt Harald och Kerstin Thesen. År 1934 startade man uppfödning av unghästar. År 1949 genomfördes en större auktion av kreatur, eftersom fru Berit Thesen skulle ta över arrendet på Edö våren 1950. Hon ville bara ha kvar några få nötkreatur som en mindre elitbesättning. År 2023 är Harald Örneberg ägare till Edö säteri.
På Edös ägor nära Vätterns strand står ett monument, rest till minnet av Sveriges första kvinnliga flygare Elsa Andersson från Ängelholm, som omkom på denna plats efter ett misslyckat fallskärmshopp den 22 januari 1922.